# 冰舌

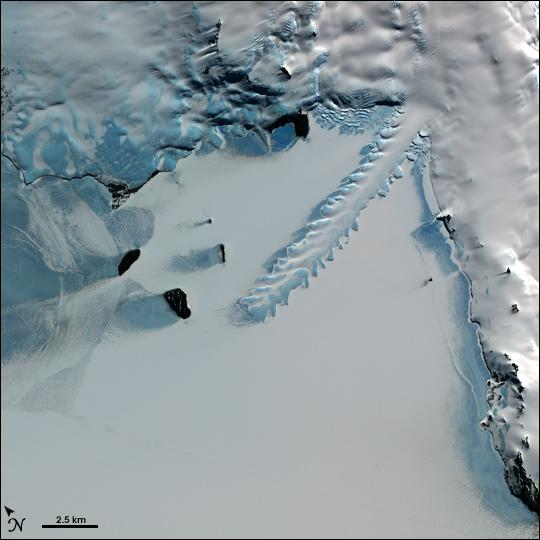
厄瑞玻斯冰舌是從厄瑞玻斯冰川海拔3800 m脫落的冰舌。位於南极洲羅斯島的埃里伯斯火山，厄瑞玻斯冰舌最後會伸入麦克默多湾（在圖中已結冰）。

冰舌（英語：Ice tongue）是指冰川外沿探入海水的長窄條狀冰，一般由冰川上的冰沿着地表或冰面向雪线以下「缓慢」移动而形成。儘管冰舌的移動速度可能很「缓慢」，但相對於其周邊冰塊，其移動速已算是快速。冰舌作為冰河或山谷冰川的延伸部分，常常会伸入海洋或者湖泊中。
比較著名的冰舌有厄瑞玻斯冰舌和德里加爾斯基冰舌。這兩座冰舌位處於南极洲羅斯島上兩條不同的冰川之上。

## 參看
- 水舌